# Verwundetenmedaille (Kroatien)

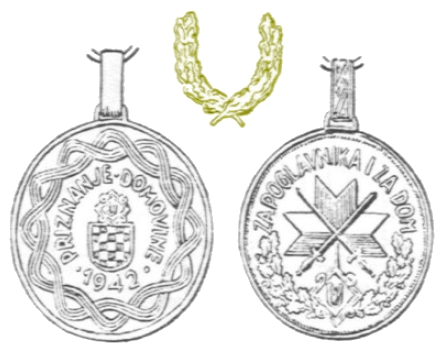
Revers und Avers der kroatischen Verwundetenmedaille

Die Verwundetenmedaille (kroatisch Ranjenička kolajna) war als Verwundetenauszeichnung eine staatliche Kriegsauszeichnung des Unabhängigen Staates Kroatien (NDH). Die Medaille wurde am 8. April 1943 durch den Staatsführer Ante Pavelić als sichtbares Zeichen für im Kampf erlittene Verwundungen oder Beschädigung gestiftet.
Die Verwundetenmedaille konnte an alle Personen der Ustascha-Bewegung oder Ausländer verliehen werden, die im Zweiten Weltkrieg im Kampf verletzt worden waren.

## Stufen
Die Verwundetenmedaille besitzt zwei Stufen:
- 1. Stufe: Goldene Medaille ab 61%ige Verletzung
- 2. Stufe: Eiserne Medaille für bis zu 60%ige Verletzung[2]

## Aussehen
Die kroatische Verwundetenmedaille hat einen Durchmesser von 32 mm und zeigt auf seinem Avers das kroatische Dreiblatt, welches  von zwei diagonal gekreuzten Schwertern überdeckt ist. Darunter befindet sich das kroatische Dreigeflecht. Dies umschließt das U der Utascha-Bewegung in dessen Zwischenraum eine winzige brennende Bombe zu sehen ist, welche ihrerseits mit dem kroatischen Wappen bezeichnet sein soll. Der Rand der Medaille wird von der halbkreisförmigen Umschrift: ZA POGLAVNIKA I ZA DOM (Für Poglavnik [Führer] und Vaterland) in erhaben geprägten Großbuchstaben bestimmt. Die Umschrift reicht dabei an den im unteren Teil der Medaille ebenfalls halbkreisförmigen Eichenlaubkranz heran.
Die kroatische Verwundetenmedaille gab es nur in der Eisen und Goldausführung und nicht wie z. B. beim  deutschen Verwundetenabzeichen in drei verschiedenen Farbtönen, die die Anzahl der Verwundungen widerspiegeln sollten. Stattdessen griff man auf das altösterreichische Vorbild der Verwundetenmedaille zurück und zeigte die Häufigkeit der Verwundung durch die Zahl der Streifen auf dem Ordensband an, welche 5 mm breit und blau waren. Für einmalige Verwundung gab es einen blauen Mittelstreifen, für zweimalige dementsprechend zwei Streifen gleichmäßig vom äußeren Rand entfernt, bei drei Streifen so, dass einer in der Mitte des Bandes und die beiden anderen an den Randstreifen anschließend lagen. Mit der dritten Verwundung gab es dann einen nach oben offenen goldenen Eichenlaubkranz, der mittig auf das Ordensband als Spange aufgelegt wurde.
Das Ordensband selber ist 40 mm breit und von zwei weißen 6 mm breiten Randstreifen gesäumt. Daran anschließend die wechselnden Farben rot/weiß in waagerechter Webung, die in den Farben Kroatiens gehalten sind. Diese wiederum werden von den blauen Mittelstreifen durchzogen.